# Nemapogon cyprica
Nemapogon cyprica är en fjärilsart som beskrevs av Reinhardt Gaedike 1986. Nemapogon cyprica ingår i släktet Nemapogon och familjen äkta malar.
Artens utbredningsområde är Cypern. Inga underarter finns listade i Catalogue of Life.